# Iso Korkiasaari (ö i Södra Savolax)
Iso Korkiasaari är en ö i Finland. Den ligger i sjön Saimen och i kommunen Puumala i den ekonomiska regionen  S:t Michel och landskapet Södra Savolax, i den södra delen av landet, 220 km nordost om huvudstaden Helsingfors. Öns största längd är 2,6 kilometer i sydöst-nordvästlig riktning.